# Ivo Pedretti
Ivo Pedretti (Sasso Marconi, 22 giugno 1905 – Bologna, 24 giugno 1988) è stato un calciatore italiano, di ruolo difensore.

## Carriera
Debutta in massima serie con il Milan nel 1925-1926, disputando con i rossoneri 4 gare.
In seguito milita nella SPAL e nell'Imolese.